# María Dolores Ocaña Madrid
María Dolores Ocaña Madrid (Madrid, 29 de abril de 1973) es una abogada del Estado española, actual secretaria privada de la reina Letizia.

## Biografía
Nacida el 29 de abril de 1973 y licenciada en Derecho por la Universidad Complutense de Madrid, Ocaña Madrid ingresó al Cuerpo de Abogados del Estado por oposición libre en el año 2003, siendo su primer destino la Jefatura de los servicios jurídicos provinciales del Ministerio de Justicia en la provincia de Zamora.
Asimismo, como abogada del Estado se ha desempeñado como abogada-jefa ante los Juzgados Centrales de lo Contencioso- Administrativo de la Audiencia Nacional, abogada del Estado-coordinadora en la Delegación del Gobierno en Madrid, secretaria del Consejo de Administración de Tragsega, miembro del Consejo de Administración de Tragsatec, coordinadora-jefe del Convenio entre la Abogacía General del Estado y Seiasa para su asistencia jurídica, secretaria del Consejo de Administración de Empresa Nacional de Innovacióm (Enisa), coordinadora del convenio de asistencia jurídica de la Abogacía General del Estado con la Agencia Estatal de Seguridad Aérea (AESA) y coordinadora-jefe del convenio de asistencia jurídica con la Empresa Nacional de Residuos Radiactivos (ENRESA).
Estuvo destinada durante muchos años en el Ministerio de Agricultura, pasando por diferentes puestos, tanto de órganos centrales como de organismos autónomos. En junio de 2018, el Consejo de Ministros, a propuesta del ministro Luis Planas, la nombró subsecretaria de Agricultura y ex officio presidenta de la Entidad Estatal de Seguros Agrarios, cargos que desempeñó hasta su cese en 2020. Tras abandonar la Subsecretaría, fue destinada en el Ministerio de Educación y Formación Profesional, donde se desempeñó como jefa de la Abogacía del Estado en el Departamento.
En abril de 2024, la Casa Real hizo público el relevo en la Secretaría de la Reina, siendo nombrada como jefa de la Secretaría de la Reina Letizia, en sustitución del duque de Abrantes. Con este nombramiento, Ocaña Madrid se convirtió en la primera mujer en dirigir la secretaría privada del consorte del rey o reina de España. El reemplazo se hizo efectivo el 30 de abril de 2024.